# Weitgendorf-Ausbau
Weitgendorf-Ausbau ist ein Wohnplatz der Stadt Putlitz des Amtes Putlitz-Berge im Landkreis Prignitz in Brandenburg.

## Geographie
Der Ort liegt zwei Kilometer südlich von Weitgendorf und drei Kilometer östlich von Putlitz. Die Nachbarorte sind Weitgendorf im Norden, Silmersdorf im Nordosten, Buckow im Osten, Mertensdorf im Südosten, Schmarsow im Süden, Hochheim im Südwesten, Putlitz im Westen sowie Ritt Utt im Nordwesten.